# Нитрат неодима
Нитрат неодима — неорганическое соединение,
соль неодима и азотной кислоты 
с формулой Nd(NO3)3,
фиолетовые кристаллы,
растворяется в воде,
образует кристаллогидраты.

## Получение
- Безводную соль получают взаимодействием диоксида азота и оксида неодима или металлического неодима:

{\displaystyle {\mathsf {2Nd_{2}O_{3}+9N_{2}O_{4}\ {\xrightarrow {150^{o}C}}\ 4Nd(NO_{3})_{3}+6NO}}}
{\displaystyle {\mathsf {Nd+3N_{2}O_{4}\ {\xrightarrow {}}\ Nd(NO_{3})_{3}+3NO}}}
- Кристаллогидраты образуются при растворении в азотной кислоте оксида или карбоната неодима:

{\displaystyle {\mathsf {Nd_{2}O_{3}+6HNO_{3}\ {\xrightarrow {}}\ 2Nd(NO_{3})_{3}+3H_{2}O}}}
{\displaystyle {\mathsf {Nd_{2}(CO_{3})_{3}+6HNO_{3}\ {\xrightarrow {}}\ 2Nd(NO_{3})_{3}+3CO_{2}\uparrow +3H_{2}O}}}

## Физические свойства
Нитрат неодима образует фиолетовые кристаллы.
Растворяется в воде, этаноле, ацетоне.
Образует кристаллогидраты состава Nd(NO3)3•n H2O, где n = 4 и 6.
Кристаллогидрат состава Nd(NO3)3•6H2O образует красно-фиолетовые кристаллы
триклинной сингонии,
пространственная группа P 1,
параметры ячейки a = 0,9307 нм, b = 1,1747 нм, c = 0,6776 нм, α = 91,11°, β = 112,24°, γ = 109,15°, Z = 2